# دوري جامايكا الممتاز 2011–12
دوري جامايكا الممتاز 2011–12 هو موسم من دوري جامايكا الممتاز. فاز فيه نادي بورتمور يونايتد.